# 482 Petrina
Petrina (asteroide 482) é um asteroide da cintura principal com um diâmetro de 46,57 quilómetros, a 2,6896325 UA. Possui uma excentricidade de 0,1030376 e um período orbital de 1 896,58 dias (5,19 anos).
Petrina tem uma velocidade orbital média de 17,20019631 km/s e uma inclinação de 14,46735º.
Esse asteroide foi descoberto em 3 de Março de 1902 por Max Wolf.